# Двигатель Toyota E
Toyota E — серия рядных четырёхцилиндровых бензиновых двигателей внутреннего сгорания с использованием ремней газораспределительного механизма вместо цепей.

## 1E
1E являлся карбюраторным двигателем объёмом 1,0 л (999 см3) с 12 клапанами и клапанным механизмом SOHC. Диаметр цилиндра и ход поршня составляют 70,5 × 64 мм, а степень сжатия — 9,0:1.
Впервые двигатель был представлен в 1985 году. Его мощность составляет 41 кВт (55 л. с.) при 6000 об/мин, а крутящий момент — 102 Н⋅м при 3500 об/мин.
Двигатель сочетался в паре с четырёхступенчатой механической (C140) или же с автоматической трансмиссией.

### Устанавливался на
- Toyota Starlet (P70/EP70/EP80)

## 2E

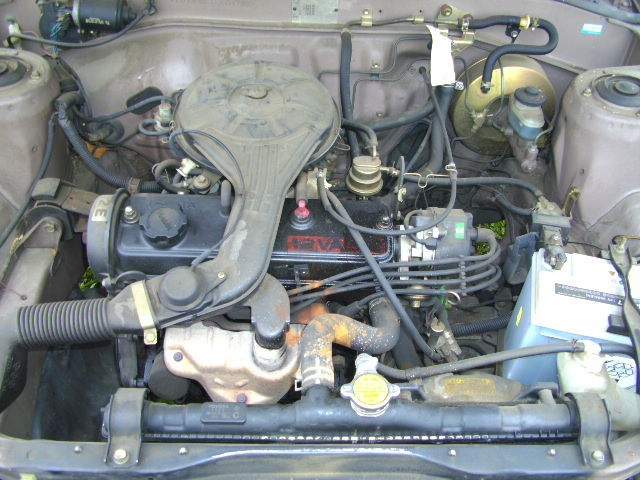
Toyota 2E

2E являлся версией с клапанным механизмом SOHC объёмом 1,3 л (1296 см3) и тремя клапанами на цилиндр. Мощность варьируется от 48 до 66 кВт (65—88 л. с.) при 6000 об/мин, а крутящий момент — от 98 до 104 Н⋅м при 3600—5200 об/мин. Диаметр цилиндра и ход поршня составляют 73 × 77,4 мм, а степень сжатия — 9,5:1. 
Двигатель выпускался с 1985 по 1998 год. Существовали как карбюраторные, так и инжекторные двигатели. В 1986 году появились версии 2E-TE с турбонаддувом мощностью 74 кВт (100 л. с.) и 2E-TELU мощностью 81 кВт (110 л. с.).
Двигатель сочетался в паре с четырёх- и пятиступенчатой механической (C40, C150, C152) или же с трёх- и четырёхступенчатой автоматической трансмиссией (A132l, A242l).

### Устанавливался на
- AE92, AE111 Toyota Corolla (Южная Африка)
- Toyota Corolla/Toyota Sprinter EE80, EE90, EE96V, EE97G, EE100, EE110 (Филиппины и Вьетнам)
- Toyota Starlet EP71, EP81, EP82 (2E-E), EP90
- Toyota Starlet EP76V (2E-LJ) — 54 кВт (73 л. с.) при 6000 об/мин, 101 Н⋅м при 4000 об/мин
- Toyota Corsa
- Toyota Conquest (Южная Африка)
- Toyota Tazz (Южная Африка)
- Toyota Tercel (Карибский бассейн/Южная Америка/Ближний Восток)

## 3E
3E являлся двигателем с клапанным механизмом SOHC и тремя клапанами на цилиндр объёмом 1,5 л (1456 см3). Мощность варьируется от 58 до 65 кВт (79—88 л. с.) при 6000 об/мин, а крутящий момент — от 118 до 121 Н⋅м при 4000—4800 об/мин. Диаметр цилиндра и ход поршня составляют 73 × 87 мм, а степень сжатия — 9,3:1.
Двигатель выпускался с 1986 по 1994 год. Существовали версии как с карбюратором (3E), так и инжектором (3E-E). Также существовала версия с турбонаддувом 3E-TE мощностью 85 кВт (115 л. с.) при 5600 об/мин и крутящим моментом 172 Н⋅м при 3200 об/мин.

### Устанавливался на
- Toyota Corolla/Sprinter EE98V
- Toyota Corolla/Sprinter EE107V/EE108G
- Toyota Corona ET176V
- Toyota Tercel/Corolla II/Corsa EL31

## 4E
4E являлся 1,3-литровым (1331 см3) двигателем с клапанным механизмом DOHC. Диаметр цилиндра и ход поршня составляют 74 × 77,4 мм. Мощность варьируется от 55 до 74 кВт (75—99 л. с.) при 6400—6600 об/мин, а крутящий момент — от 110 до 117 Н⋅м при 3600—4000 об/мин.
Двигатель выпускался с 1989 по 1998 год. Он был оснащён системой впрыска топлива.

### Устанавливался на
- Toyota Starlet EP82, EP85, EP91, EP95
- Toyota Tercel
- Toyota Corolla
- Toyota Paseo
- Toyota Cynos

### Первое поколение 4E-FE
Первое поколение 4E устанавливалось на Starlet GI, Soleil и Corolla с 1989 по 1996 год. Мощность составляла 66 кВт (89 л. с.) при 6600 об/мин, а крутящий момент — 117 Н⋅м при 5200 об/мин. Корпус дроссельной заслонки и топливные форсунки позаимствованы у двигателя 4E-FTE.

#### Технические характеристики
- Диаметр цилиндра × ход поршня: 74 × 77,4 мм
- Степень сжатия: 9,6:1

### Второе поколение 4E-FE
Второе поколение 4E было представлено в 1996 году. Мощность составляла 55 кВт (75 л. с.) при 5500 об/мин, а крутящий момент — 118 Н⋅м при 4400 об/мин.

#### Технические характеристики
- Диаметр цилиндра × ход поршня: 74,3 × 77,4 мм
- Степень сжатия: 9,6:1

### Третье поколение 4E-FE
Третье поколение 4E было представлено в 1997 году и выпускалось до 1999 года. Мощность варьировалась от 60 до 63 кВт (82—85 л. с.).

### 4E-FTE
4E-FTE выпускался с 1989 года с турбонаддувом. Его мощность составляла 99 кВт (135 л. с.) при 6400 об/мин, а крутящий момент — 157 Н⋅м при 4800 об/мин. Устанавливался на Toyota Starlet GT Turbo, Toyota Glanza V, Toyota Corolla, Toyota Tercel, Toyota Paseo и Toyota Sera.

#### Технические характеристики
- Диаметр цилиндра × ход поршня: 74 × 77,4 мм
- Степень сжатия: 8,5:1

## 5E
Шестнадцатиклапанный двигатель Toyota 5E с клапанным механизмом DOHC объёмом 1,5 литра (1497 см3) выпускался с 1990 по 1998 год. Мощность варьируется от 69 до 81 кВт (94—108 л. с.) при 5400—6400 об/мин, а крутящий момент варьируется от 123 до 136 Н⋅м при 3200—4000 об/мин.

### Технические характеристики
- Диаметр цилиндра × ход поршня: 74 × 87 мм
- Степень сжатия: 9,4:1

### Устанавливался на
- Toyota Paseo
- Toyota Sera
- Toyota Tercel
- Toyota Raum
- Toyota Corolla
- Toyota Corsa
- Toyota Caldina
- Toyota Corolla II
- Toyota Cynos
- Toyota Vios

### 5E-FHE
Максимальная мощность двигателя 5E-FHE увеличена до 81 кВт (110 л. с.) при 7200—7900 об/мин.